# Andelot-Morval
Andelot-Morval ist eine französische Gemeinde im Département Jura in der Region Bourgogne-Franche-Comté. Sie gehört zum Arrondissement Lons-le-Saunier und zum Kanton Saint-Amour. Der Ort hat 91 Einwohner (Stand 1. Januar 2022), sie werden Andelociens, resp. Andelociennes genannt.
Die Nachbargemeinden sind 
- Véria im Norden,
- Gigny im Nordosten,
- Val Suran mit Louvenne und Saint-Julien im Osten und Villechantria im Südosten,
- Florentia im Süden,
- Nantey im Südwesten,
- Thoissia im Westen,
- Montagna-le-Reconduit im Nordwesten.

## Weblinks

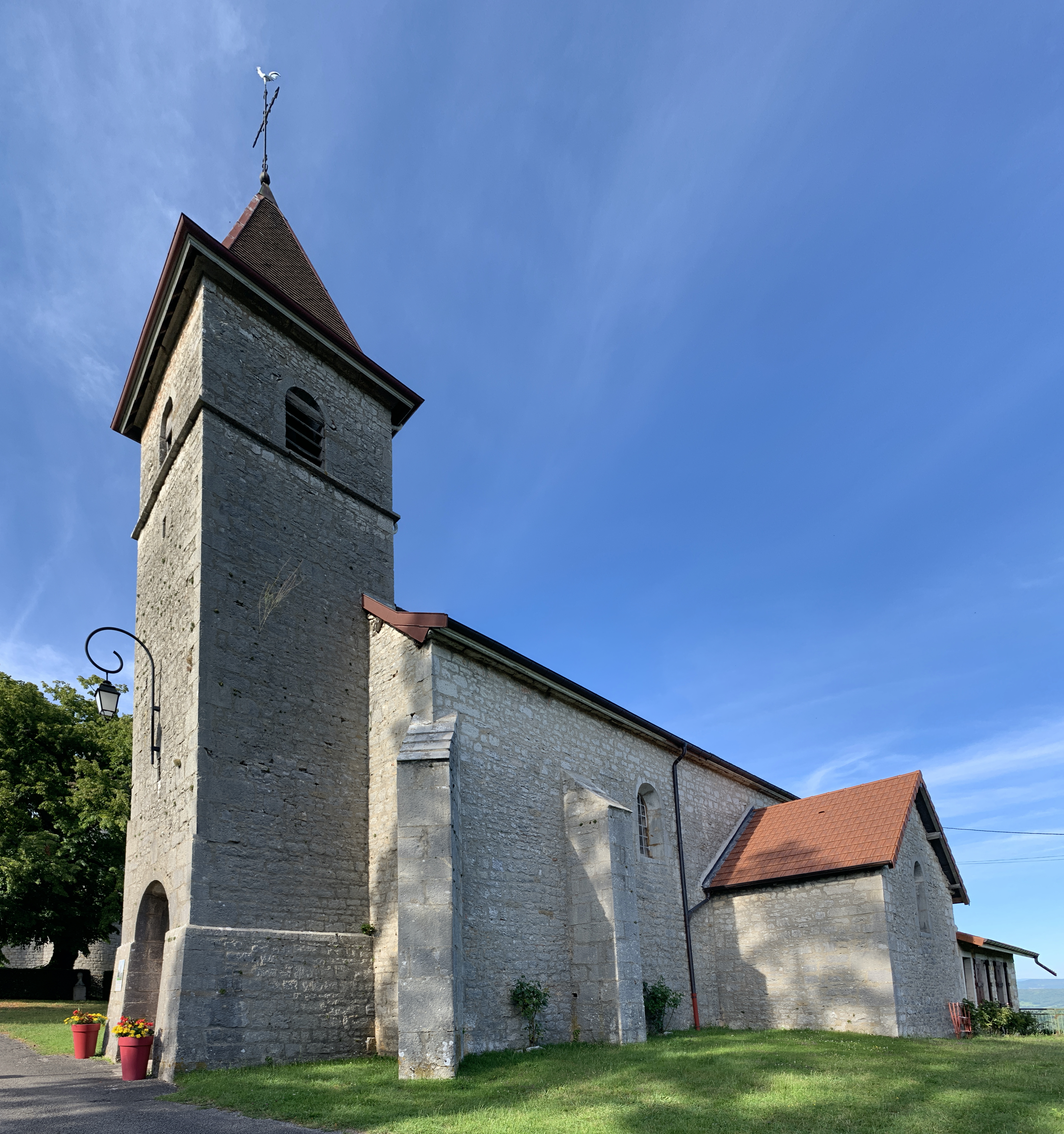
Kirche Saint-Cyr-Sainte-Julitte

## Bevölkerungsentwicklung
| Jahr                       | 1962 | 1968 | 1975 | 1982 | 1990 | 1999 | 2005 | 2006 | 2017 |
| -------------------------- | ---- | ---- | ---- | ---- | ---- | ---- | ---- | ---- | ---- |
| Einwohner                  | 50   | 38   | 58   | 65   | 84   | 80   | 91   | 90   | 95   |
| Quellen: Cassini und INSEE |      |      |      |      |      |      |      |      |      |

## Belege
1. ↑  Andelot-Morval auf habitants.fr